# Magyarország az 1999-es úszó-Európa-bajnokságon
Magyarország az Isztambulban megrendezett 1999-es úszó-Európa-bajnokság egyik részt vevő nemzete volt.

## Úszás
Férfi
| Versenyző                                               | Versenyszám      | Előfutam | Előfutam | Előfutam | Elődöntő | Elődöntő | Elődöntő | Döntő   | Döntő    |
| Versenyző                                               | Versenyszám      | Idő      | Hely.    | Össz.    | Idő      | Hely.    | Össz.    | Idő     | Helyezés |
| ------------------------------------------------------- | ---------------- | -------- | -------- | -------- | -------- | -------- | -------- | ------- | -------- |
| Zubor Attila                                            | 50 m gyors       | 23,22    | 4.       | 13.      | 23,35    | 7.       | 14.      | kiesett | kiesett  |
| Zubor Attila                                            | 100 m gyors      | 50,73    | ?.       | 11.      | ?        | 4.       | 6.       | 50,39   | 7.       |
| Szabados Béla                                           | 100 m gyors      | 51,16    | 7.       | 17.      | kiesett  | kiesett  | kiesett  | kiesett | kiesett  |
| Szabados Béla                                           | 200 m gyors      | 1:50,96  | 3.       | 4.       | 1:50,02  | 4.       | 6.       | 1:49,97 | 7.       |
| Szilágyi Zoltán                                         | 400 m gyors      | 4:00,81  | ?.       | 20.      |          |          |          | kiesett | kiesett  |
| Bessenyei Tamás                                         | 50 m mell        | 28,70    | 3.       | 5.       | ?        | 4.       | 5.       | 28,46   | 5.       |
| Bessenyei Tamás                                         | 200 m mell       | 2:16,49  | 1.       | 1.       | 2:17,28  | 3.       | 10.      | kiesett | kiesett  |
| Güttler Károly                                          | 50 m mell        | 29,13    | 6.       | 14.      | 28,38    | 1.       | 3.       | 28:29   |          |
| Güttler Károly                                          | 100 m mell       | 1:02,71  | 2.       | 2.       | 1:03,01  | 3.       | 9.       | kiesett | kiesett  |
| Rózsa Norbert                                           | 100 m mell       | 1:03,46  | 5.       | 14.      | 1:03,97  | 8.       | 16.      | kiesett | kiesett  |
| Rózsa Norbert                                           | 200 m mell       | 2:18,35  | 3.       | 11.      | 2:17,60  | 4.       | 11.      | kiesett | kiesett  |
| Gáspár Zsolt                                            | 50 m pillangó    | 24,93    | ?.       | 11.      | 24,87    | ?.       | 11.      | kiesett | kiesett  |
| Gáspár Zsolt                                            | 100 m pillangó   | 54,52    | 3.       | 11.      | 54,01    | 6.       | 8.       | 53,72   | 5.       |
| Horváth Péter                                           | 100 m pillangó   | 54,57    | 4.       | 12.      | 54,22    | 5.       | 12.      | kiesett | kiesett  |
| Horváth Péter                                           | 200 m pillangó   | 2:01,86  | 3.       | 14.      | 2:00,84  | 6.       | 12.      | kiesett | kiesett  |
| Czene Attila                                            | 200 m vegyes     | 2:05,25  | 4.       | 13.      | 2:02,86  | 3.       | 4.       | 2:02,88 | 6.       |
| Kerékjártó Tamás                                        | 200 m vegyes     | 2:04,58  | 3.       | 9.       | ?        | ?.       | 15.      | kiesett | kiesett  |
| Kerékjártó Tamás                                        | 400 m vegyes     | 4:28,68  | 1.       | 12.      |          |          |          | kiesett | kiesett  |
| Batházi István                                          | 400 m vegyes     | 4:25,39  | 2.       | 8.       |          |          |          | 4:22,30 | 6.       |
| Czene Attila Bessenyei Tamás Horváth Péter Zubor Attila | 4 × 100 m vegyes | 3:43,51  | 4.       | 9.       |          |          |          | kiesett | kiesett  |

Női
| Versenyző                                               | Versenyszám      | Előfutam | Előfutam | Előfutam | Elődöntő | Elődöntő | Elődöntő | Döntő   | Döntő    |
| Versenyző                                               | Versenyszám      | Idő      | Hely.    | Össz.    | Idő      | Hely.    | Össz.    | Idő     | Helyezés |
| ------------------------------------------------------- | ---------------- | -------- | -------- | -------- | -------- | -------- | -------- | ------- | -------- |
| Nyíry Anna                                              | 50 m gyors       | 26,90    | ?.       | 24.      | kiesett  | kiesett  | kiesett  | kiesett | kiesett  |
| Nyíry Anna                                              | 50 m pillangó    | 27,78    | 3.       | 4.       | 27,81    | 3.       | 6.       | 27,59   | 5.       |
| Nyíry Anna                                              | 100 m pillangó   | 1:02,10  | ?.       | 19.      | kiesett  | kiesett  | kiesett  | kiesett | kiesett  |
| Kovács Kornélia                                         | 400 m gyors      | 4:18,10  | 6.       | 15.      |          |          |          | kiesett | kiesett  |
| Kovács Kornélia                                         | 800 m gyors      | 8:51,46  | 6.       | 13.      |          |          |          | kiesett | kiesett  |
| Kiss Annamária                                          | 100 m hát        | 1:05,43  | ?.       | 23.      | kiesett  | kiesett  | kiesett  | kiesett | kiesett  |
| Kiss Annamária                                          | 200 m hát        | 2:23,02  | ?.       | 21.      | kiesett  | kiesett  | kiesett  | kiesett | kiesett  |
| Kovács Ágnes                                            | 50 m mell        |          |          |          | 31,89    | 1.       | 2.       | 31,44   |          |
| Kovács Ágnes                                            | 100 m mell       | 1:09,31  | 1.       | 1.       | 1:08,42  | 1.       | 1.       | 1:08,75 |          |
| Kovács Ágnes                                            | 200 m mell       | 2:32,27  | 1.       | 1.       | 2:28,41  | 1.       | 1.       | 2:27,12 |          |
| Kovács Krisztina                                        | 50 m mell        |          |          |          | 33,17    | 7.       | 10.      | kiesett | kiesett  |
| Kovács Krisztina                                        | 100 m mell       | 1:11,62  | 3.       | 7.       | 1:11,22  | 4.       | 7.       | 1:11,31 | 6.       |
| Kovács Krisztina                                        | 200 m mell       | 2:37,48  | 5.       | 13.      | 2:33,56  | 5.       | 8.       | 2:33,23 | 8.       |
| Ferenczy Orsolya                                        | 50 m pillangó    | 28,28    | ?.       | 20.      | kiesett  | kiesett  | kiesett  | kiesett | kiesett  |
| Ferenczy Orsolya                                        | 100 m pillangó   | 1:01,94  | 6.       | 16.      | 1:01,62  | 6.       | 13.      | kiesett | kiesett  |
| Csapó Krisztina                                         | 200 m pillangó   | 2:16,73  | 5.       | 12.      | 2:17,28  | 6.       | 12.      | kiesett | kiesett  |
| Kiss Annamária Kovács Ágnes Ferenczy Orsolya Nyíry Anna | 4 × 100 m vegyes | 4:14,43  | 4.       | 9.       |          |          |          | kiesett | kiesett  |

## Nyílt vízi úszás
Férfi
| Versenyző       | Versenyszám | Idő       | Helyezés |
| --------------- | ----------- | --------- | -------- |
| Tószegi Márton  | 5 km        | 1:03:03,5 | 18.      |
| Cselényi Balázs | 5 km        | 1:04:23,3 | 20.      |
| Kollár Miklós   | 5 km        | 1:05:31,9 | 25.      |
| Csendes Norbert | 25 km       | 6:05:58,7 | 17.      |
| Magyar Sándor   | 25 km       | 6:08:41,2 | 18.      |

Női
| Versenyző     | Versenyszám | Idő       | Helyezés |
| ------------- | ----------- | --------- | -------- |
| Balázs Eszter | 5 km        | 1:03:50,3 | 16.      |
| Balázs Eszter | 25 km       | 6:36:10,2 | 13.      |
| Kasparik Edit | 5 km        | 1:09:19,0 | 23.      |
| Kasparik Edit | 25 km       | 6:51:12,0 | 14.      |

## Műugrás
Férfi
| Versenyző    | Versenyszám | Selejtező | Selejtező | Döntő  | Döntő    |
| Versenyző    | Versenyszám | Pont      | Hely.     | Pont   | Helyezés |
| ------------ | ----------- | --------- | --------- | ------ | -------- |
| Lengyel Imre | 3 m műugrás | 356,01    | 9.        | 402,30 |          |

## Szinkronúszás
| Versenyző                         | Versenyszám | Rövid  | Rövid | Szabad | Szabad | Selejtező | Selejtező | Döntő   | Döntő   |
| Versenyző                         | Versenyszám | Pont   | Hely  | Pont   | Hely   | Pont      | Hely      | Pont    | Hely    |
| --------------------------------- | ----------- | ------ | ----- | ------ | ------ | --------- | --------- | ------- | ------- |
| Hámori Zsuzsanna Marschalkó Petra | Páros       | 82,240 | 13.   | ?      | ?.     | 81,250    | 15.       | kiesett | kiesett |